# Andy Yiadom
Andy Yiadom, właśc. Andrew Kyere Yiadom (ur. 2 grudnia 1991 w Londynie) – ghański piłkarz nożny angielskiego pochodzenia występujący zwykle na pozycji prawego obrońcy.
Andy Yiadom juniorską karierę spędził w stołecznym Watford F.C. Po osiągnięciu pełnoletniości odszedł z klubu do Hayes & Yeading United F.C. grającego w Conference National. Następnie trafił do będącego na tym samym poziomie rozgrywkowym Braintree Town FC, a później przeszedł do Barnet F.C. W sezonie 2012/2013 klub z Yiadomem w składzie spadł z Football League Two, do której powrócił po dwóch latach. 16 maja 2016 roku Ghańczyk podpisał dwuletni kontrakt z Barnsley F.C., występującym w Football League Championship.
W latach 2014 i 2015 Yiadom występował w reprezentacji Anglii C. Zagrał w meczach z drugą drużyną Turcji, Estonią U-23 oraz z Cyprem U-21. W spotkaniach przeciwko Estończykom i Cypryjczykom strzelił po jednym golu. 3 listopada 2016 Awraham Grant powołał go do reprezentacji Ghany. Znalazł się również w kadrze na Puchar Narodów Afryki 2017.